# Francesc Maria II della Rovere
Francesc Maria II Della Rovere (Pesaro, 20 de febrer del 1549 - Urbania, 23 d'abril del 1631), va ser un líder renaixentista italià. Va ser l'últim duc d'Urbino, duc de Sora, senyor de Pesaro, Senigallia, Fossombrone i Gubbio.

## Biografia
Fill de Guidobald II della Rovere, duc sobirà d'Urbino i comte de Montefeltro, i de Victòria Farnese, va ser educat rigorosament i va passar els anys entre 1565 i 1568 a la cort d'Espanya.
Després que Guidobald II s'unís a la Lliga Santa contra els turcs, en resposta a la crida del Papa Pius V als principis catòlics de bona voluntat en defensa d'Europa i el cristianisme de la invasió musulmana, Francesc María II va participar en la batalla de Lepant el 1571 al capdavant de més de 2.000 soldats del ducat d'Urbino. El jove hereu va donar prestigi a la casa, es va distingir valentament en el conflicte i va lluitar al costat d'En Joan d'Àustria.
Quan el seu pare va morir el 1574, el va succeir al ducat.

## Política
El 1580 va vendre el ducat de Sora i Arce, el domini històric de la seva família, per 100.000 escuts a Giacomo Boncompagni, per a fer front a les dificultats econòmiques que enfrontava el ducat d'Urbino heretat del seu pare. Va obtenir el títol de "Serenissimo" de la seva Majestat Catòlica el 15 de setembre del 1585 i el mateix dia va ser nomenat Cavaller del Toisó d'Or.
Precisament a causa de la recuperació econòmica implementada per Francesc Maria II a través d'una gestió sàvia i evitant sobrecarregar als seus súbdits dels impostos, se li recorda com el duc més estimat i volgut per la gent del ducat.

## Noces
El 1598 la seva muller Lucrècia d'Este va morir sense haver deixat hereus. En l'oportunitat d'un nou matrimoni o, alternativament, de retornar el ducat, en absència d'hereus a la mort de l'últim duc, sota el govern papal, el duc va apel·lar específicament als seus súbdits, els qui van respondre sincerament i van sol·licitar al sobirà de 49 anys a unes noves noces.
El 26 d'abril del 1599 en Casteldurante es va casar amb la seva cosina Livia della Rovere, trenta-sis anys més jove, per a poder donar-li al ducat un hereu que evitaria l'extinció de la família Della Rovere i la seva annexió als Estats Pontificis. El 16 de maig del 1605 va néixer el seu tan esperat i únic fill Federico Ubaldo. Federico Ubaldo es va casar amb Clàudia de Mèdici el 1621, donant a Francesc Maria II una néta, Vittoria, futura Gran Duquessa de Toscana, última representant directa de la Della Rovere i única hereva del seu patrimoni alodial.

## Extinció de la dinastia
Federico Ubaldo va morir sobtadament el 29 de juny del 1623, deixant el ducat novament en mans del seu pare, qui, el 20 de desembre del 1624 va signar la devolució de tots els feus al Papa Urbà VIII, sobirà dels Estats Pontificis. La devolució es va fer executiva a la seva mort en Casteldurante (la seva residència favorita) el 23 d'abril del 1631, on va ser enterrat a l'església del Crucifix. L'últim membre de la família della Rovere, Vittoria, va heretar la col·lecció d'art del duc i la va transferir a Florència a la Galeria dels Uffizi.